# Laurence Olivier Award alla miglior attrice
Il Premio Laurence Olivier alla migliore attrice (Laurence Olivier Award for Best Actress) è un riconoscimento teatrale presentato dal 1985 dalla Society of London Theatre.
I premi furono istituiti come Society of West End Theatre Awards nel 1976 e rinominati nel 1984 in onore dell'attore e regista inglese Laurence Olivier.
Questo premio è stato introdotto nel 1985, come Attrice dell'anno, poi ribattezzato con il nome attuale per la cerimonia del 1993. Prima di questo premio, dal 1976 al 1984 (e di nuovo nel 1988), c'erano un paio di premi assegnati ogni anno per questa categoria generale, uno per l'Attrice dell'anno in un revival e l'altro per l'Attrice dell'anno in una nuova opera teatrale.

## Vincitrici e candidate

### Anni 1980
- 1985
  -  Yvonne Bryceland - The Road to Mecca
  - Wendy Morgan - Martine
  - Harriet Walter - The Castle
  - Joanne Whalley - Saved
- 1986
  -  Lindsay Duncan - Les Liaisons Dangereuses
  - Julia McKenzie - Woman in Mind
  - Juliet Stevenson - As You Like It, Les Liaisons Dangereuses e Troilo e Cressida
  - Irene Worth - The Bay at Nicea
- 1987
  - Judi Dench - Antonio e Cleopatra
  - Miranda Richardson - A Lie of the Mind
  - Maggie Smith - Amanda Amaranda e Coming in to Land
  - Juliet Stevenson - Yerma
- 1989/90
  - Fiona Shaw - Elettra, Come vi piace e L'anima buona di Sezuan
  - Sheila Hancock - Prin 	
  - Jane Lapotaire - Shadowlands
  - Prunella Scales - Single Spies

### Anni 1990
- 1991
  - Kathryn Hunter - La visita della vecchia signora
  - Penny Downie - Scenes from a Marriage
  - Barbara Jefford - Coriolano
  - Josette Simon - After the Fall
- 1992
  - Juliet Stevenson - La morte e la fanciulla
  - Janet McTeer - Zio Vania
  - Patricia Routledge - Signore e signori
  - Fiona Shaw - Hedda Gabler
- 1993
  - Alison Steadman - The Rise and Fall of Little Voice
  - Stockard Channing - Sei gradi di separazione
  - Judi Dench - The Gift of the Gorgon
  - Jane Horrocks - The Rise and Fall of Little Voice
- 1994
  - Fiona Shaw - Machinal
  - Kathryn Hunter - The Skriker
  - Diana Rigg - Medea
  - Penelope Wilton - Il profondo mare azzurro
- 1995
  - Clare Higgins - La dolce ala della giovinezza
  - Frances de la Tour - I parenti terribili
  - Sheila Gish - I parenti terribili
  - Margot Leicester - Vetri rotti
- 1996
  - Judi Dench - Absolute Hell
  - Diana Rigg - Madre Coraggio e i suoi figli
  - Zoë Wanamaker - Lo zoo di vetro
  - Lia Williams - Skylight
- 1997
  - Janet McTeer - Casa di bambola
  - Eileen Atkins - John Gabriel Borkman
  - Vanessa Redgrave - John Gabriel Borkman
  - Diana Rigg - Chi ha paura di Virginia Woolf?
- 1998
  - Zoë Wanamaker - Elettra
  - Judi Dench - Amy's View'
  - Sally Dexter - Closer
  - Maggie Smith - Un equilibrio delicato
- 1999
  - Eileen Atkins - The Unexpected Man
  - Sinéad Cusack - Our Lady of Sligo
  - Judi Dench - Filumena Marturano
  - Nicole Kidman - The Blue Room
  - Diana Rigg - Britannicus e Fedra

### Anni 2000
- 2000
  - Janie Dee - Comic Potential
  - Jennifer Ehle - La cosa reale
  - Maggie Smith - The Lady in the Van
  - Alison Steadman - The Memory of Water
- 2001
  - Julie Walters - Erano tutti miei figli
  - Jessica Lange - Lungo viaggio verso la notte
  - Helen Mirren - La discesa di Orfeo
  - Julia Ormond - My Zinc Bed
  - Harriet Walter - Tre variazioni della vita
- 2002
  -  Lindsay Duncan - Vite in privato
  - Lindsay Duncan - Mouth to Mouth
  - Victoria Hamilton - A Day in the Death of Joe Egg
  - Zoë Wanamaker - Boston Marriage
- 2003
  -  Clare Higgins - Vincent in Brixton
  - Anita Dobson - Frozen
  - Gwyneth Paltrow - La prova
  - Emily Watson - Zio Vanja
- 2004
  -  Eileen Atkins - Honour
  - Helen Mirren - Il lutto si addice ad Elettra
  - Ann Mitchell - Through the Leaves
  - Kelly Reilly - After Miss Julie
  - Kristin Scott Thomas - Tre sorelle
- 2005
  -  Clare Higgins - Ecuba
  - Victoria Hamilton - Improvvisamente l'estate scorsa
  - Anna Maxwell Martin - His Dark Materials
  - Caroline O'Connor - Bombshells
- 2006
  -  Eve Best - Hedda Gabler
  - Clare Higgins - Morte di un commesso viaggiatore
  - Helen McCrory - Come vi piace
  - Janet McTeer - Maria Stuarda
  - Harriet Walter -	Maria Stuarda
- 2007
  -  Tamsin Greig - Molto rumore per nulla
  - Eve Best - Una luna per i bastardi
  - Sinéad Cusack - Rock 'n' Roll
  - Kathleen Turner - Chi ha paura di Virginia Woolf?
- 2008
  -  Kristin Scott Thomas - Il gabbiano
  - Anne-Marie Duff - Santa Giovanna
  - Kelly Reilly - Otello
  - Fiona Shaw - Giorni felici
  - Penelope Wilton - John Gabriel Borkman
- 2009
  -  Margaret Tyzack - Il giardino di gesso
  - Deanna Dunagan - August: Osage County
  - Lindsay Duncan - That Face
  - Penelope Wilton - Il giardino di gesso

### Anni 2010
- 2010
  -  Rachel Weisz - Un tram che si chiama Desiderio
  - Gillian Anderson - Casa di bambola
  - Lorraine Burroughs - The Mountaintop
  - Imelda Staunton - Entertaining Mr Sloane
  - Juliet Stevenson - Duet for One
- 2011
  -  Nancy Carroll - After the Dance
  - Tracie Bennett - End of the Rainbow
  - Tamsin Greig - The Little Dog Laughed
  - Sophie Thompson - Clybourne Park
- 2012[1]
  -  Ruth Wilson - Anna Christie
  - Celia Imrie - Rumori fuori scena
  - Lesley Manville - Grief
  - Kristin Scott Thomas - Tradimenti
  - Marcia Warren - The Ladykillers
- 2013[2]
  -  Helen Mirren - The Audience
  - Hattie Morahan - Casa di bambola
  - Billie Piper - The Effect
  - Kristin Scott Thomas - Vecchi tempi
- 2014[3]
  -  Lesley Manville - Spettri
  - Hayley Atwell - The Pride
  - Anna Chancellor - Vite in privato
  - Judi Dench - Peter and Alice
- 2015[4]
  -  Penelope Wilton - Taken at Midnight
  - Gillian Anderson - Un tram che si chiama Desiderio
  - Imelda Staunton - Good People
  - Kristin Scott Thomas - Elettra
- 2016[5]
  -  Denise Gough - People, Places and Things nel ruolo di Emma
  - Gemma Arterton - Nell Gwynn nel ruolo di Nell Gwynn
  - Nicole Kidman - Photograph 51 nel ruolo di Rosalind Franklin
  - Janet McTeer - Les Liaisons Dangereuses nel ruolo della Marchesa de Merteuil
  - Lia Williams - Orestea nel ruolo di Clitemnestra
- 2017[6]
  -  Billie Piper - Yerma nel ruolo di Yerma
  - Glenda Jackson - Re Lear nel ruolo di Re Lear
  - Cherry Jones - Lo zoo di vetro nel ruolo di Amanda Wingfield
  - Ruth Wilson - Hedda Gabler nel ruolo di Hedda Gabler Tesman
- 2018[7]
  -  Laura Donnelly - The Ferryman nel ruolo di Caitlin Carney
  - Lesley Manville - Lungo viaggio verso la notte nel ruolo di Mary Tyrone
  - Audra McDonald - Lady Day at Emerson's Bar and Grill nel ruolo di Lady Day
  - Imelda Staunton - Chi ha paura di Virginia Woolf? nel ruolo di Martha
- 2019[8]
  - Patsy Ferran - Estate e fumo nel ruolo di Alma
  - Gillian Anderson - All about Eve nel ruolo di Margo Channing
  - Eileen Atkins - The Height of the Storm nel ruolo di Madeleine
  - Sophie Okonedo - Antonio e Cleopatra nel ruolo di Cleopatra
  - Katherine Parkinson - Home, I'm Darling nel ruolo di Judy

### Anni 2020
- 2020[9][10]
  -  Sharon D. Clarke - Morte di un commesso viaggiatore nel ruolo di Linda Loman
  - Hayley Atwell - Rosmersholm nel ruolo di Rebecca West
  - Juliet Stevenson - The Doctor nel ruolo di Ruth Wolff
  - Phoebe Waller-Bridge - Fleabag nel ruolo di Fleabag
- 2022[11][12]
  - Sheila Atim - Constellations nel ruolo di Marianne
  - Lily Allen - 2:22 A Ghost Story nel ruolo di Jenny
  - Emma Corrin - Anna X nel ruolo di Anna
  - Cush Jumbo - Amleto nel ruolo di Amleto
- 2023[13][14]
  -  Jodie Comer - Prima Facie nel ruolo di Tessa
  - Patsy Ferran - Un tram che si chiama Desiderio nel ruolo di Blanche DuBois
  - Mei Mac - My Neighbour Totoro nel ruolo di Mei Kusakabe
  - Janet McTeer - Phaedra nel ruolo di Helen
  - Nicola Walker - Il grano è verede nel ruolo di L.C. Moffat
- 2024[15][16]
  -  Sarah Snook - Il ritratto di Dorian Gray nel ruolo di tutti i personaggi
  - Laura Donnelly - The Hills of California nel ruolo di Veronica/Joan
  - Sophie Okonedo - Medea nel ruolo di Medea
  - Sarah Jessica Parker - Plaza Suite nei ruoli di Karen/Muriel/Norma
  - Sheridan Smith - Shirley Valentine nel ruolo di Shirley Valentine
- 2025[17]
  - Lesley Manville - Edipo re nel ruolo di Giocasta
  - Heather Agyepong - Shifters nel ruolo di Des
  - Rosie Sheehy - Machinal nel ruolo della giovane donna
  - Meera Syal - A Tupperware of Ashes nel ruolo di Queenie
  - Indira Varma - Edipo re nel ruolo di Giocasta